# Where You Been
Albums de Dinosaur Jr.
Green Mind
(1991) Without a Sound
(1994)
Singles
1. Get Me
Sortie : 1992
2. Start Choppin
Sortie : 1992
3. Out There
Sortie : 1993

Where You Been est le cinquième album studio du groupe américain Dinosaur Jr., sorti en février 1993.

## L'album
À la différence de l'album précédent, Green Mind, sur lequel J Mascis joue seul tous les instruments, Where You Been est enregistré en groupe avec le bassiste Mike Johnson et le batteur Murph,.
Sorti en février 1993, l'album est le premier succès commercial du groupe, avec plus de 300 000 exemplaires vendus aux États-Unis. Il se hisse à la 50e position du classement Billboard 200, où il reste 15 semaines. J Mascis fait la une du magazine américain Spin qui titre « J Mascis is God. »,
L'album intègre le top 10 du hit-parade britanniques, porté par le single Start Choppin qui intègre quant à lui le top 20.
De juin à août, le groupe effectue la tournée Lollapalooza, sur la grande scène, avec notamment Alice in Chains et Rage Against the Machine. Après cette tournée, Murph quitte le groupe, il est remplacé par George Berz.
Musicalement, J Mascis s'est inspiré du grunge : « Nirvana régnait sur le monde à l’époque, le grunge était à la mode. J’ai bâti un disque un peu plus lourd que les précédents, plus dans l’air du temps, sans pour autant renier mon style. »
L'album est réédité en 2006 à l'initiative du label Rhino Entertainment,, puis en 2019 par le label londonien Cherry Red.
En 2023, Dinosaur Jr. célèbre le trentième anniversaire de l'album en le jouant dans son intégralité lors de trente concerts, dont quatre au Garage de Londres en novembre, et sept au Music Hall of Williamsburg de Brooklyn en décembre. En 2024, le groupe retourne en Australie pour interpréter l'album Where You Been dans son intégralité lors de six concerts, marquant ainsi leur première prestation dans le pays depuis sept ans.

## Postérité
Le magazine britannique New Musical Express classe le solo de guitare du morceau Get Me à la 42e position des 50 meilleurs solos de guitare de l'histoire.
En 2010, le magazine musical Pitchfork classe la chanson Start Choppin à la 93e position des 200 meilleures chansons des années 1990.

## Liste des titres
Tous les titres sont écrits par J Mascis.
1. Out There (5:55)
2. Start Choppin (5:40)
3. What Else Is New (5:09)
4. On The Way (3:30)
5. Not The Same (6:02)
6. Get Me (5:51)
7. Drawerings (4:51)
8. Hide (4:18)
9. Goin Home (4:20)
10. I Ain't Sayin (2:33)

En 2006, une réédition chez Rhino Entertainment inclut 3 titres supplémentaires :
1. Hide (John Peel Session) (3:49)
2. Keeblin' (3:40)
3. What Else Is New (Live) (10:02)

## Musiciens

### Dinosaur Jr.
- J Mascis - guitare électrique, chant, batterie sur What Else Is New, timbales, claviers, piano, réalisateur artistique, compositeur
- Mike Johnson - basse, guitare, chœurs, piano
- Murph - batterie

### Musiciens additionnels
- Tiffany Anders - chant sur Get Me
- George Berz - tambourin
- Kurt Fedora - guitare
- Dave Mason : alto
- Abie Newton - violoncelle
- Larry Packer - violon
- Rob Turner - violoncelle

## Vidéos promotionnelles
- 1992 : Get Me
- 1993 : Start Choppin'
- 1993 : Out There
- 1993 : Goin' Home